# Makoto Sugiyama
Makoto Sugiyama (jap. 杉山 誠 Sugiyama Makoto; ur. 17 maja 1960) – japoński piłkarz.

## Kariera klubowa
Od 1983 do 1996 roku występował w klubach Nissan Motors, Kashima Antlers i Kyoto Purple Sanga.

## Kariera reprezentacyjna
W 1979 roku Makoto Sugiyama zagrał na Mistrzostwach Świata U-20.